# Minolta AF 500mm Reflex
Minolta 500mm f/8 Reflex — автофокусный зеркально-линзовый телеобъектив совместимый с камерами системы Minolta AF. Выпущен в 1989 году взамен предшествующей неавтофокусной версии, считавшейся одной из лучших в мире разновидностью зеркального объектива 8/500 мм. Автофокусная версия имеет такое же число линз в линзовых группах, но построена по более простой оптической схеме Гельмута. 
Изначально производился фирмой Minolta, с 2006 по 2010 — фирмой Sony с совместимым байонетом A (Alpha). Единственный в мире зеркальный объектив с автоматической фокусировкой. Фирмы Canon и Nikon также выпускали зеркальные объективы, но только с ручной фокусировкой.
Использует как обычные светофильтры 82 мм, 
так и вставные собственной конструкции в виде пластиковых рамок 
с вставленным стеклянным светофильтром. 
В комплекте идёт 2 таких светофильтра: UV и ND-4.
Зеркальные объективы обладают рядом особенностей по сравнению с чисто линзовыми. 
Преимуществами являются меньший вес, размеры и цена. Также плюсом является то, что зеркала не имеют проблем с хроматическими аберрациями, что важно для длиннофокусных объективов. 
Имеет своеобразное бубликовое боке. 
Из недостатков можно отметить постоянную неизменяемую диафрагму, и худшую устойчивость к контровому свету (большее бликообразование).

## Фотографии объектива

Minolta 500mm Reflex Lens
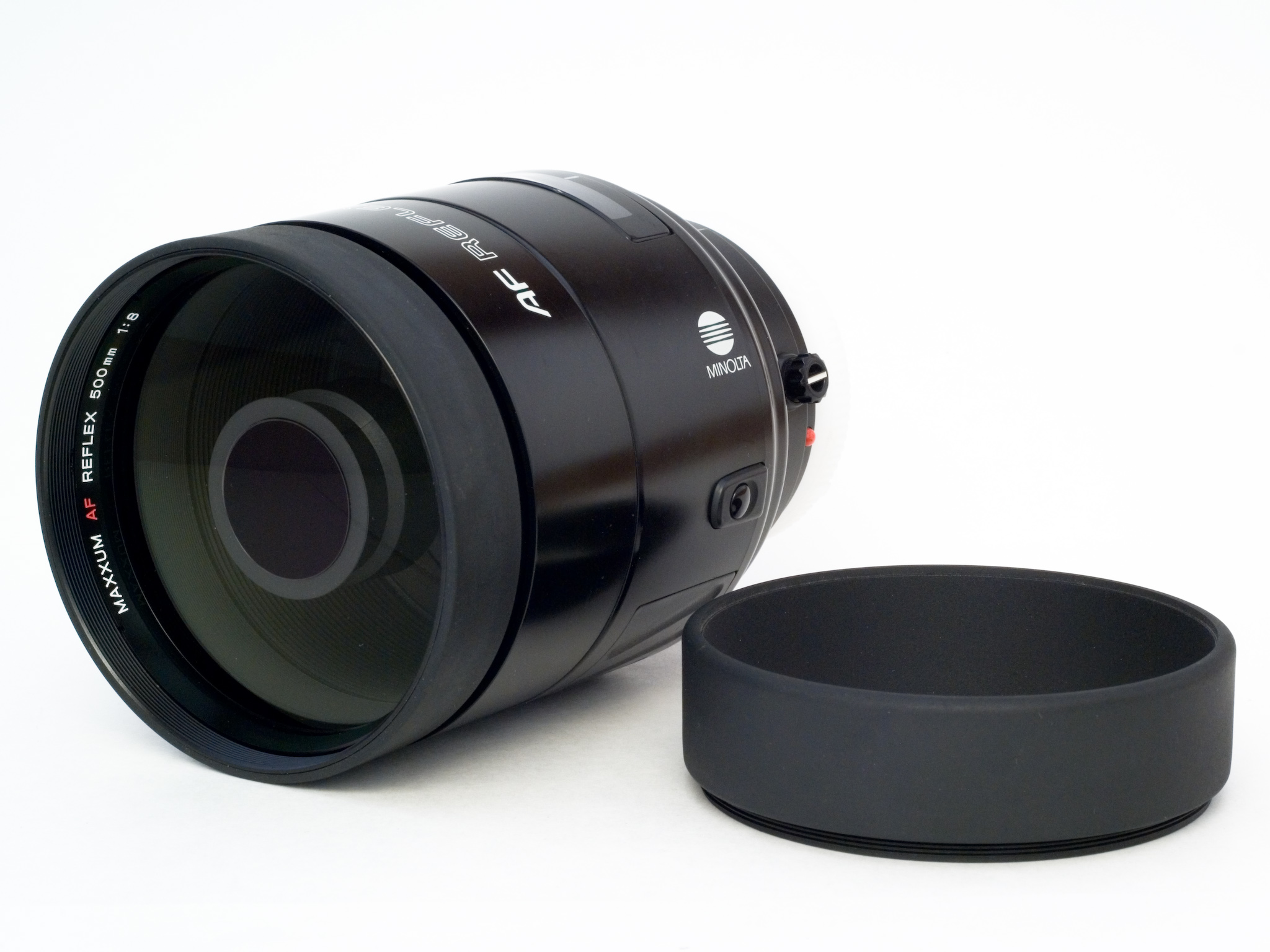
Со снятой блендой
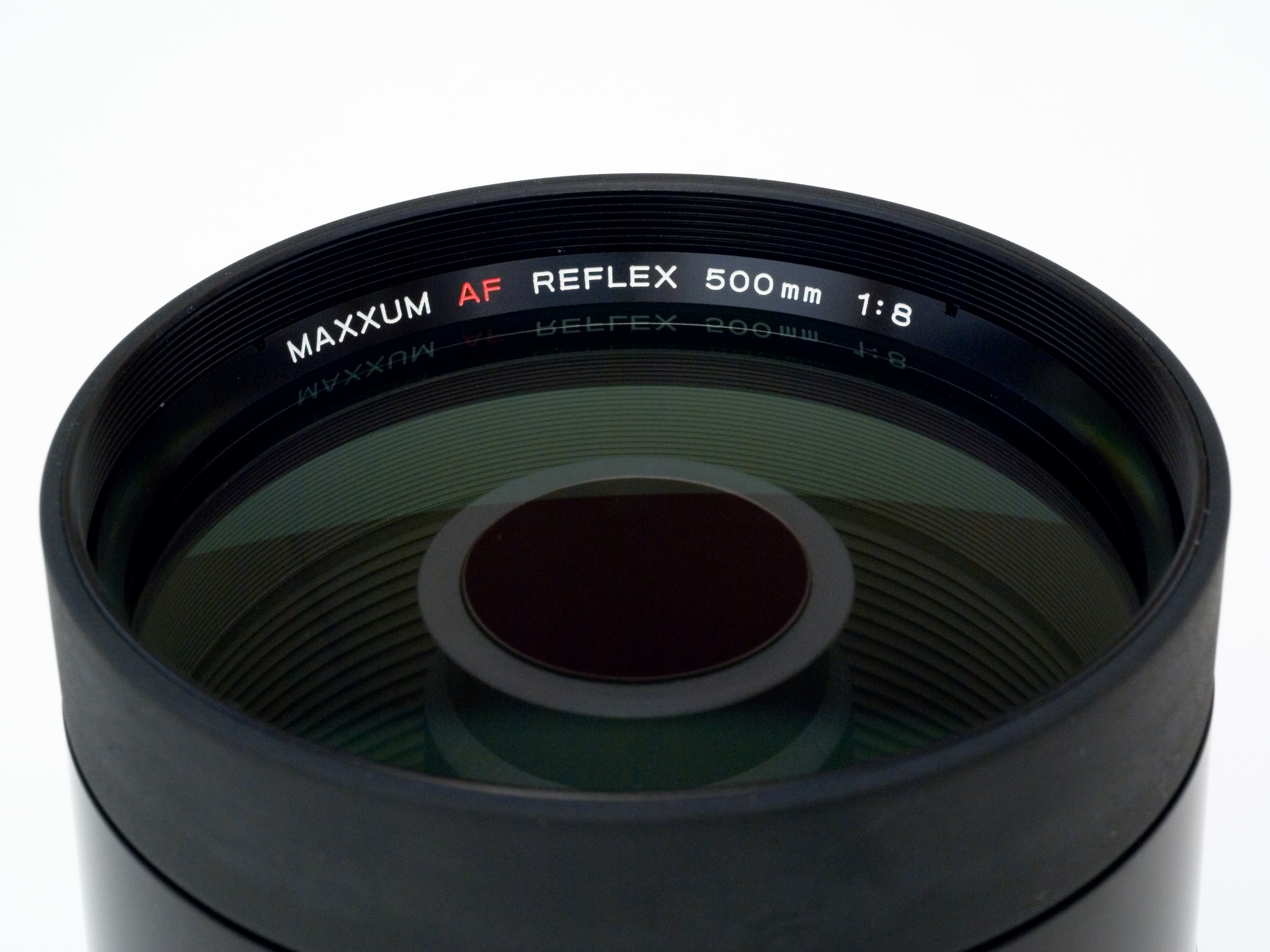
Вид спереди
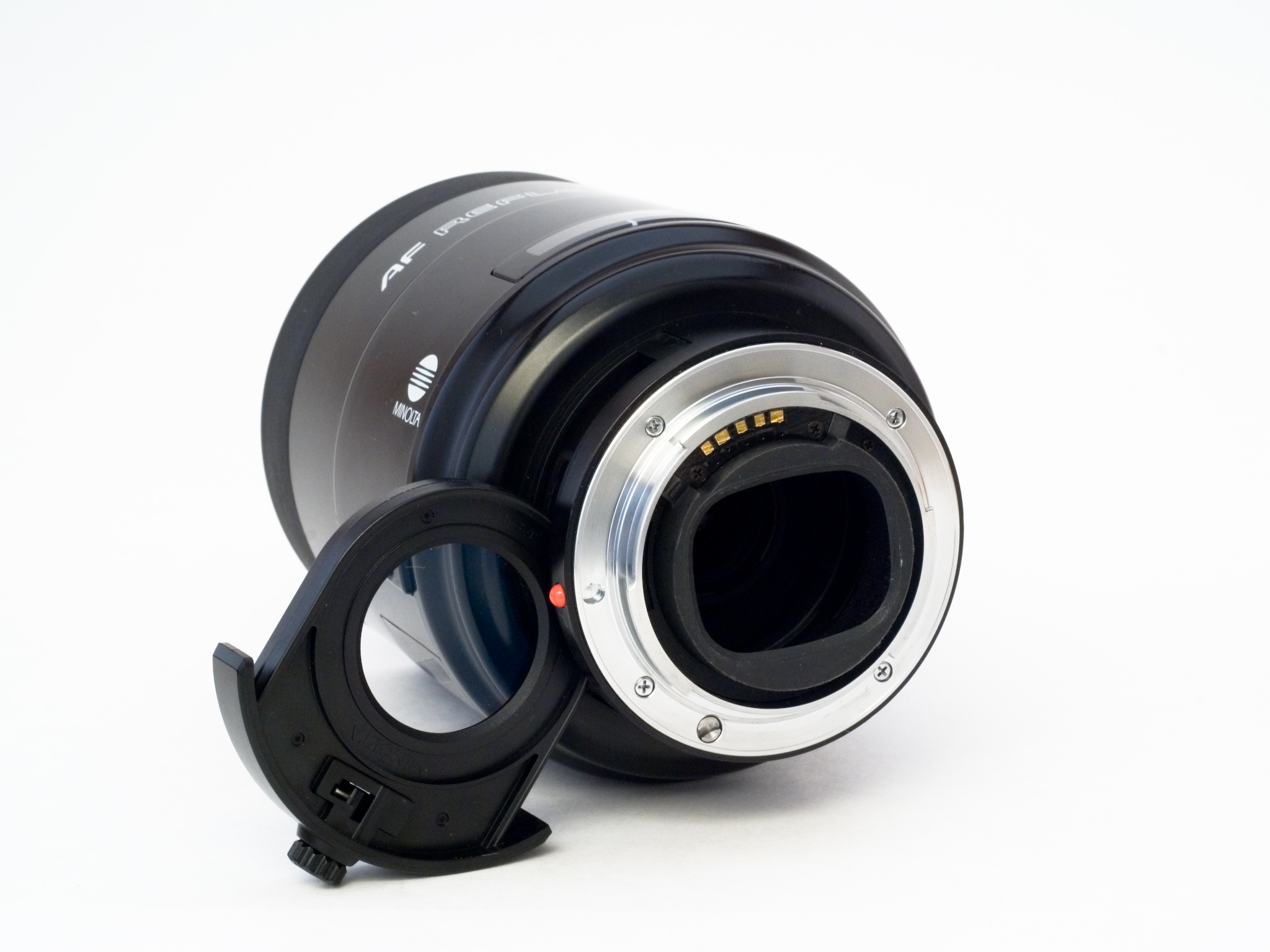
Со снятым задним фильтром
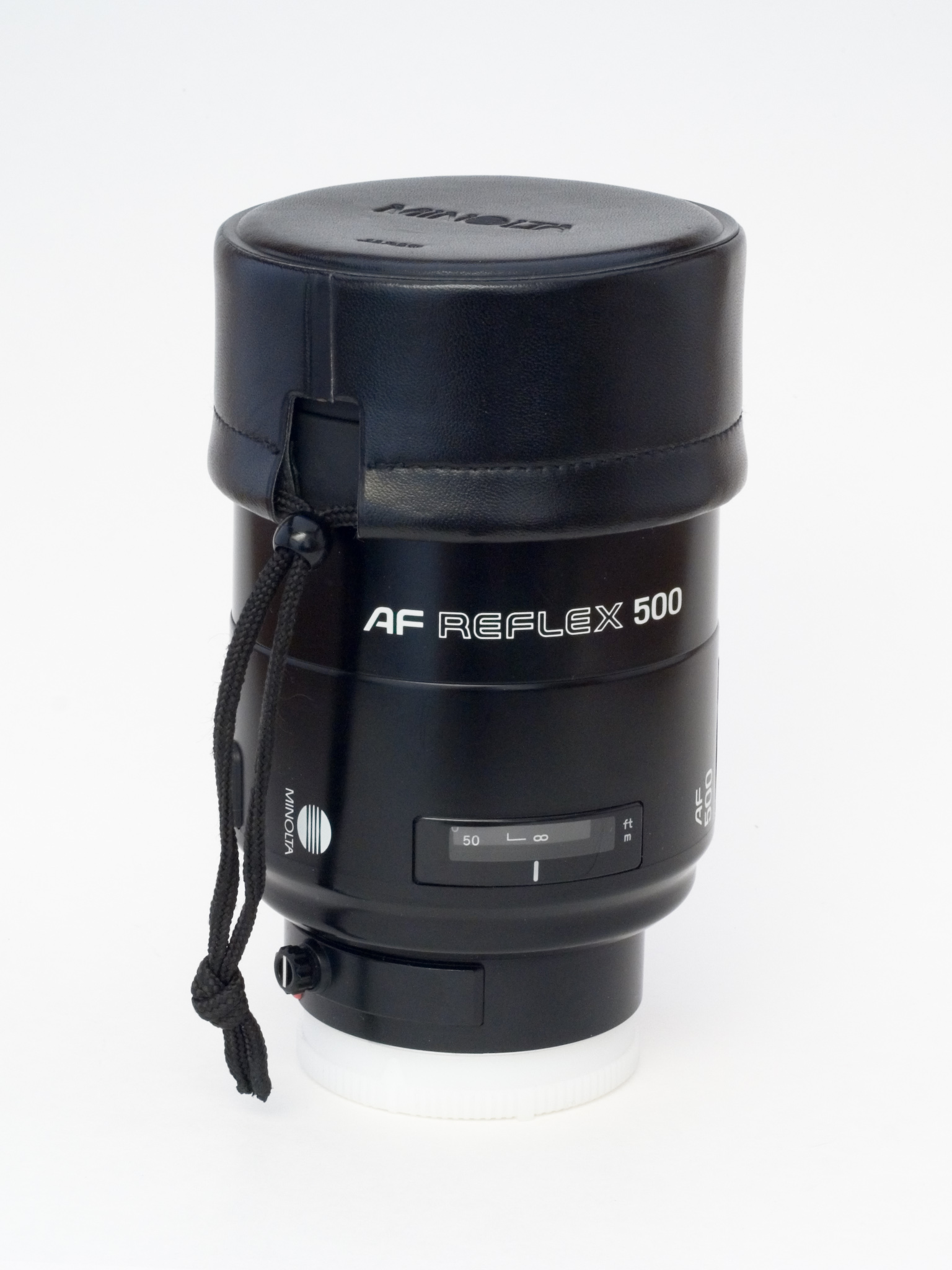
С надетой блендой и крышкой
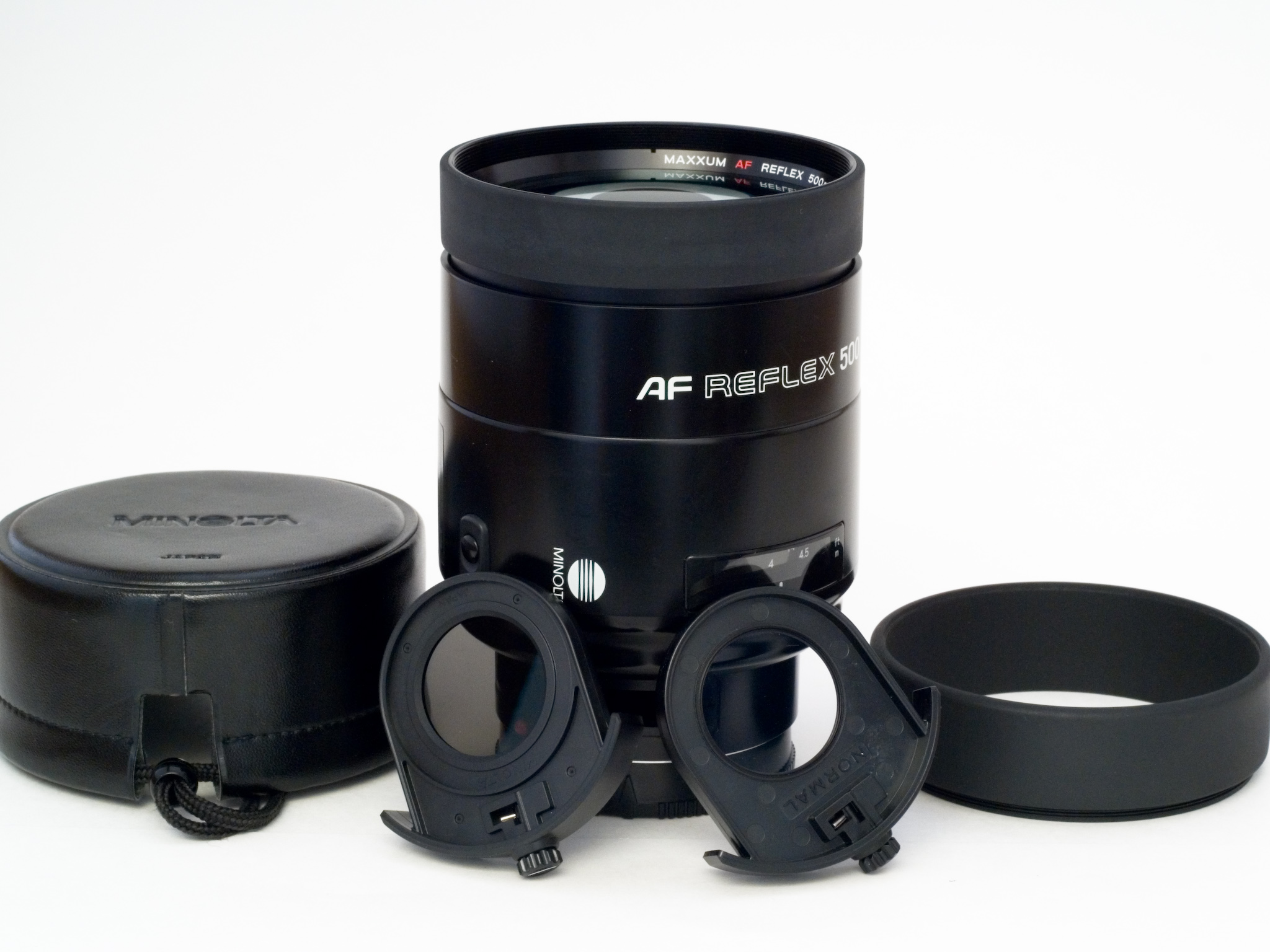
Набор